# Riku Terakado
Riku Terakado (japanisch 寺門 陸 Terakado Riku; * 23. November 2002 in der Präfektur Kanagawa) ist ein japanischer Fußballspieler.

## Karriere
Riku Terakado erlernte das Fußballspielen in der Jugendmannschaft der Yokohama F. Marinos. Hier unterschrieb er am 1. Februar 2021 auch seinen ersten Profivertrag. Der Verein aus Yokohama spielte in der ersten japanischen Liga. Einen Tag nach seiner Vertragsunterschrift wechselte er auf Leihbasis zum Zweitligisten Renofa Yamaguchi FC. Sein Zweitligadebüt für den Verein aus Yamaguchi gab Riku Terakado am 30. Juli 2022 (29. Spieltag) im Heimspiel gegen Vegalta Sendai. Bei dem 2:2-Unentschieden stand er in der Startelf und spielte die kompletten 90 Minuten. Nach 17 Zweitligaspielen kehrte er nach der Ausleihe im Januar 2024 zu den Marinos zurück. Nachdem er für die Marions in der Saison 2024 nicht zum Einsatz gekommen war, wechselte er im Januar 2025 auf Leihbasis zum Zweitligisten Montedio Yamagata. 